# Uralská státní technická univerzita
Uralská státní technická univerzita (USTU), známá také pod svým dřívějším jménem Uralský polytechnický institut (UPI), sídlila v Jekatěrinburgu, ve Sverdlovské oblasti, v Ruské federaci. Před tím, než se v roce 2010 stala zakládající součástí Uralské federální univerzity, byla největší technickou vysokou školou v Rusku, se silným vztahem k místnímu uralskému průmyslu. Jejím mottem bylo Ingenium Creatio Labor.

## Přehled
Uralská státní technická univerzita měla dvacet fakult, mezi nimi Metalurgickou, Chemického inženýrství, Stavebních materiálů, Stavebního inženýrství, Fyziky a fyzikálního inženýrství, Radiového inženýrství, Elektrického inženýrství, Elektroenergetického inženýrství, Strojního inženýrství, Ekonomiky a managementu, Vojenských věd, Tělesné výchovy a sportu, Humanitní, Dalšího vzdělávání a Postgraduální vzdělávání. Školu ročně absolvovalo přes 3000 inženýrů.

## Historie organizačních změn
Uralská státní technická univerzita byla založena v roce 1920 a až do roku 1925 existovala v rámci Uralské státní univerzity. Teprve roku 1925 byla škola z Uralské státní univerzity vydělena pod názvem Uralský polytechnický institut (UPI), později až do roku 1992 jako Uralský polytechnický institut S. M. Kirova.
V první dekádě nového tisíciletí se univerzita začala připravovat na potenciální integraci s jinou místní univerzitou, v zájmu zvýšení konkurenceschopnosti školy vůči ostatním univerzitám v Rusku. V dubnu 2008 byla univerzita přejmenována po prvním ruském prezidentovi Borisi Jelcinovi na Uralskou státní technickou univerzitu Borise Jelcina. Nicméně již 2. dubna 2010 byla univerzita sloučena s Uralskou státní univerzitou Maxima Gorkého a společně vytvořily Uralskou federální univerzitu.

## Historie rozvoje a zaměření školy
Škola již od začátku velmi rychle expandovala díky industrializačnímu programu Sovětské vlády, který vytvářel vysokou potřebu inženýrských pozic. USTU byla pro uspokojení této poptávky místních průmyslových podniků po technických kádrech a inženýrech klíčová.
Ve 40. letech 20. století škola trpěla nedostatkem pedagogů a pracovníků, ale přesto dostala veliký impuls k dalšímu růstu, neboť armáda urgentně potřebovala zvýšit produkci průmyslových výrobků v uralských továrnách. Navíc bylo k Uralu kvůli postupující okupaci přesunuto mnoho průmyslových podniků ze západních oblastí Ruska.
Po druhé světové válce udržovala Uralská státní technická univerzita i nadále úzké vztahy s armádou a připravovala velké množství inženýrů pro potřeby vojenského průmyslu, mimo jiné pro nedaleko sídlící vojensko-průmyslový konglomerát Uralvagonzavod.
USTU však rostla i díky poválečné expanzi celého sovětského hospodářství. V roce 1991 však, z důvodu hospodářské krize po kolapsu Sovětského svazu, poprvé pocítila akutní nedostatek financování ze strany ruské vlády. Teprve až v polovině devadesátých let 20. století začala univerzita nacházet nevládní zdroje financování v netriviální výši, zejména navazováním vztahů s místními průmyslovými podniky, které přežily krizi a nebo dokonce v důsledku krize vyrostly.

## Djatlovova výprava
Se jménem univerzity je spojena známá Djatlovova výprava z roku 1959, neboť většina jejích účastníků byla studenty Uralského polytechnického institutu. Účastníci výpravy tragicky zahynuli poblíž vrcholu hory Cholat Sjachyl na Urale. Příčina jejich úmrtí nebyla dosud spolehlivě objasněna. V roce 2008 uspořádala Uralská státní technická univerzita k pátrání po příčinách tragédie konferenci, jíž se zúčastnili členové původního pátracího týmu a techničtí experti.

## Významní absolventi
- Arkadij Michajlovič Černeckij, starosta města Jekatěrinburg
- Andrej Kozicyn, miliardář[6]
- Boris Jelcin, prezident Ruské federace (1991–1999)[7]